# Аксьонова Євдокія Максимівна
Євдокія Максимівна Аксьо́нова (1 жовтня (18 вересня) 1917, Клинці, нині Брянська область, Росія — 30 травня 1986, Ялта, нині АР Крим, Україна) — українська радянська критик, літературознавець, прозаїк. Кандидат філологічних наук (1951). Член Спілки письменників України (1961).

## Життя та творчість
Народилася в сім'ї робітника. Вчилася в школі ФЗУ, Ленінградському сільськогосподарському інституті. Закінчила філологічний факультет Кримського педагогічного інституту (Сімферополь, 1940). Працювала на ткацькій фабриці, вчителювала, була доцентом Сімферопольського університету.
Друкувалася від 1934 року. Досліджувала питання теорії літератури та історії російського письменства. Авторка книг «Драматургия Тургенева» (1959), «Художественное выражение позиции писателя» (1959), «За хороших и разных. О творческой индивидуальности писателя» (1961, обидві — Владимир), «Воспитание чувств художественным словом» (Москва, 1962), «Талант и время» (Ярославль, 1969), літературно-критичних статей і рецензій на твори російських та інших письменників. В умовах тоталітарного режиму оцінювала літературні явища з позиції соцреалізму.